# One Sydney Harbour
Il One Sydney Harbour è un complesso residenziale composto da tre grattacieli situato a Sydney in Australia.

## Storia
Un progetto del complesso, individuato all'interno del più ampio progetto di rinnovamento urbano dell'area di Barangaroo, vece la sua prima comparsa nel 2013, prima che venisse scelto nel 2015 come progetto finale quello sviluppato da Renzo Piano. Il progetto ha quindi ricevuto l'approvazione nel 2017, mentre nel 2019 sono partiti i lavori di costruzione delle torri.

## Descrizione
Il complesso sorge a ovest del CBD di Sydney nel nuovo quartiere di Barangaroo, ed è compreso tra il Crown Sydney e le International Towers. Comprende tre torri di 247, 230 e 104 metri d'altezza.

## Galleria d'immagini

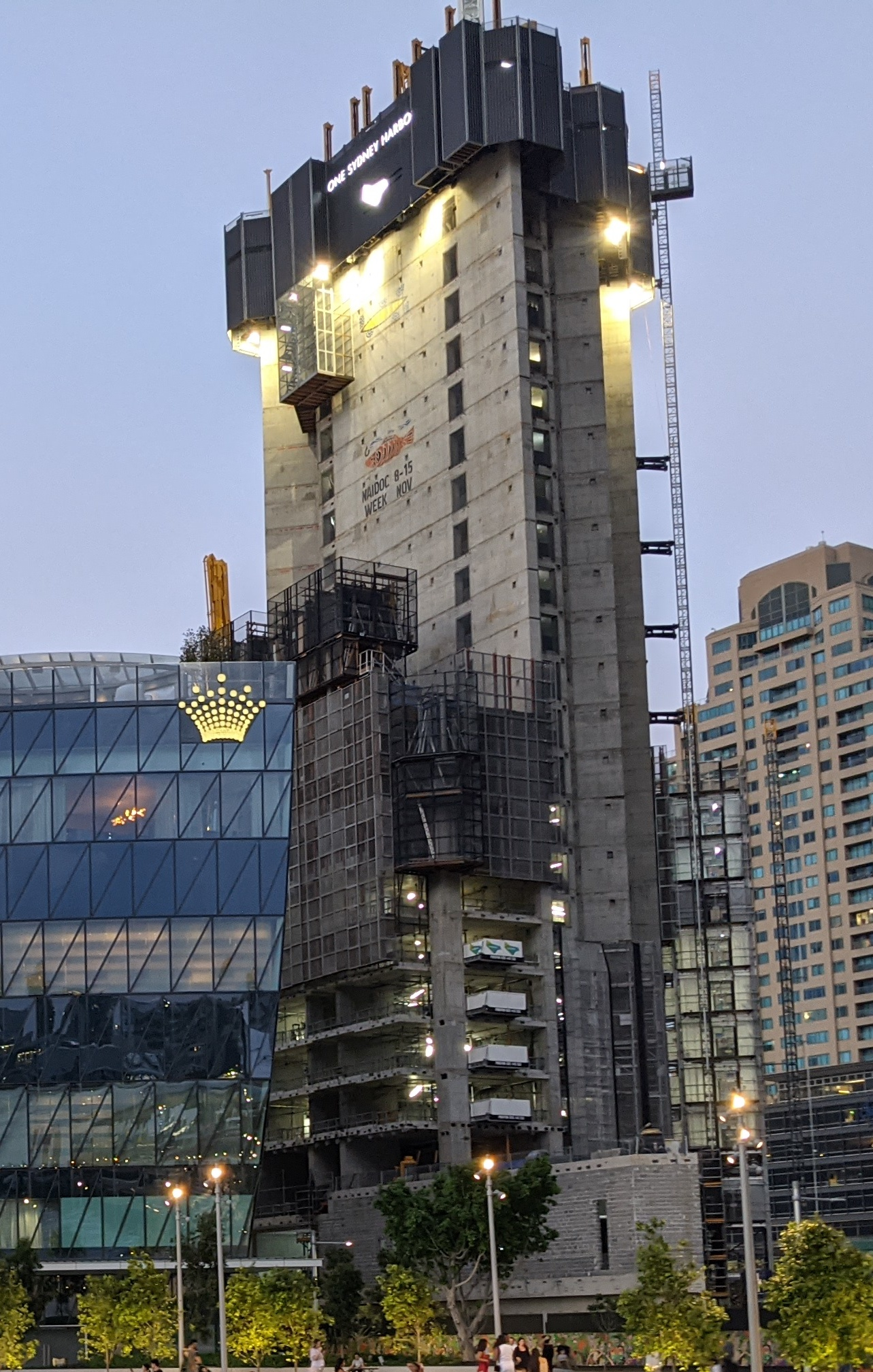
Gennaio 2021
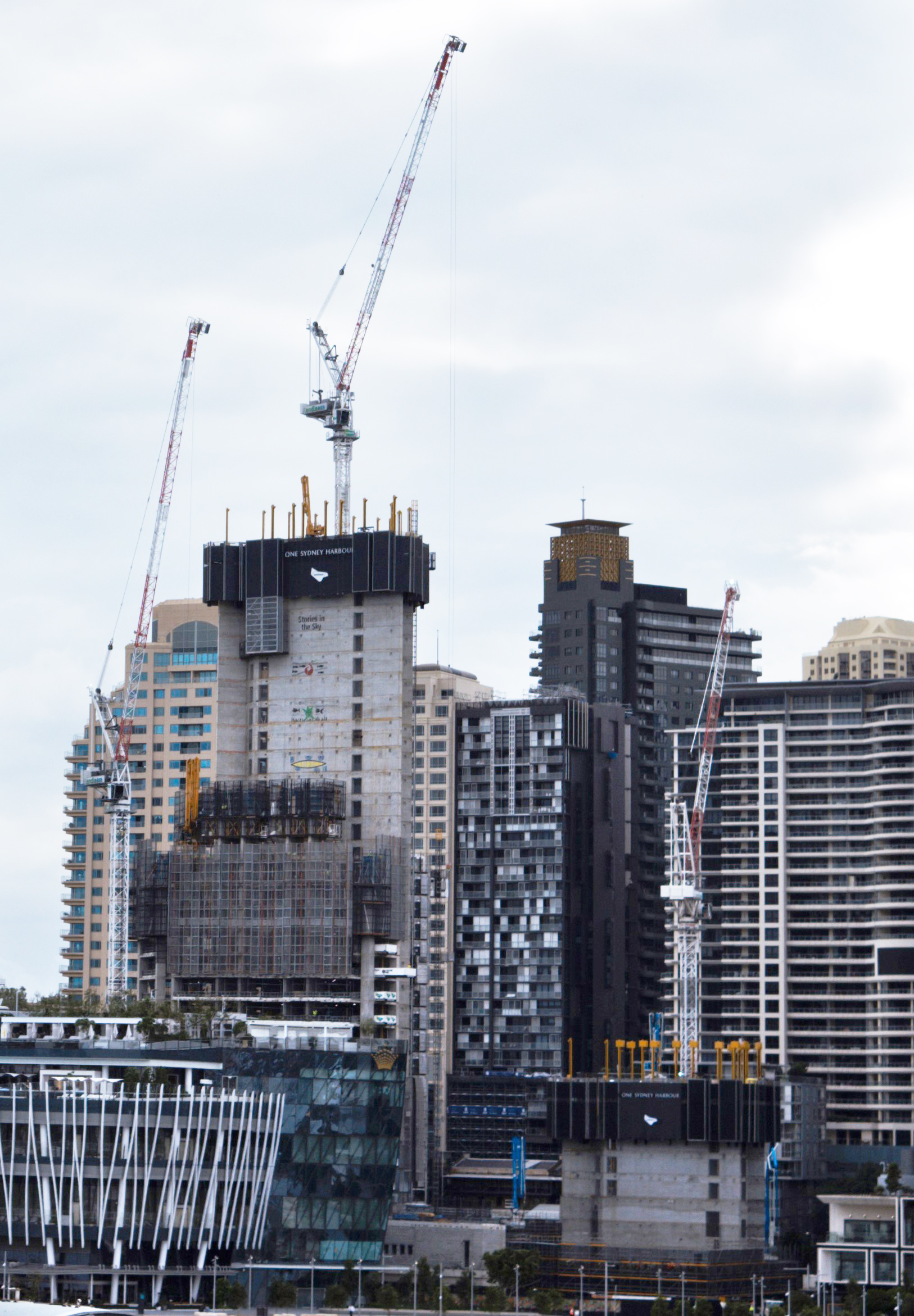
Marzo 2021
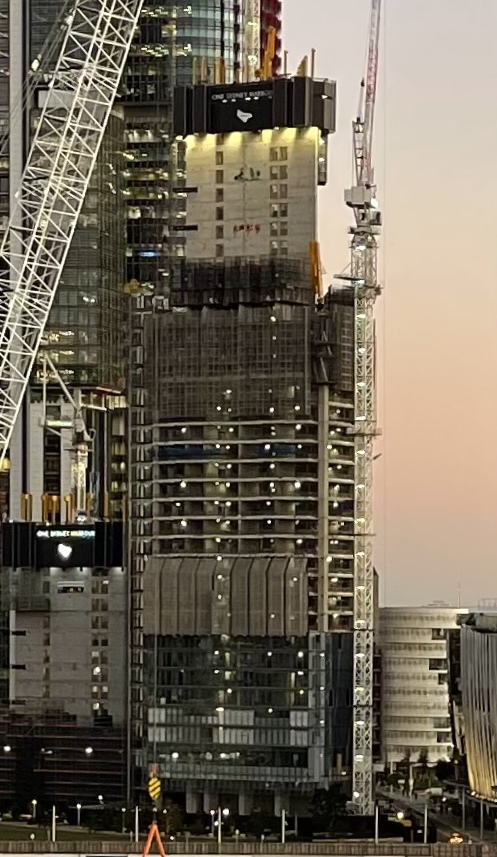
Maggio 2021
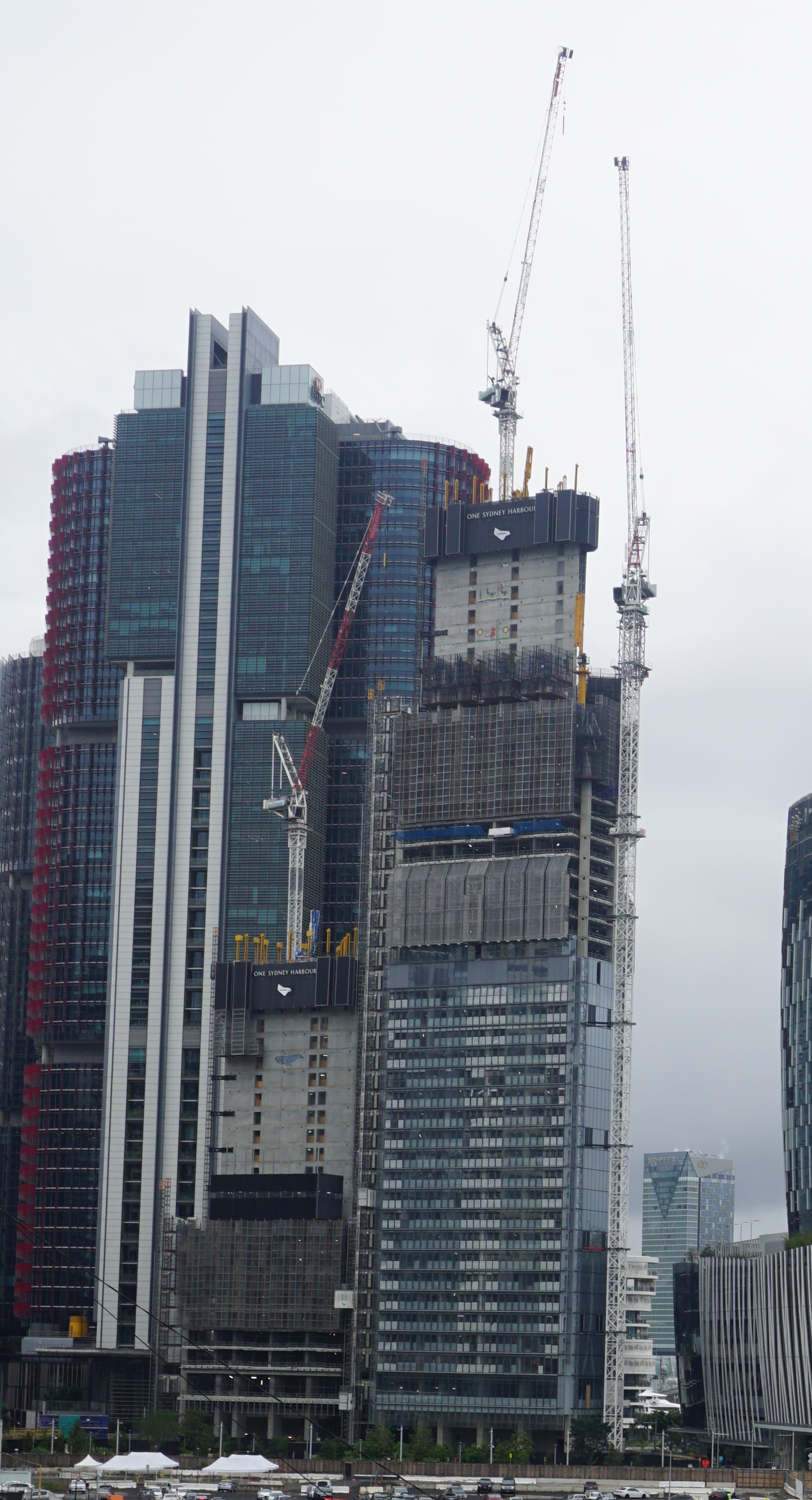
Ottobre 2021
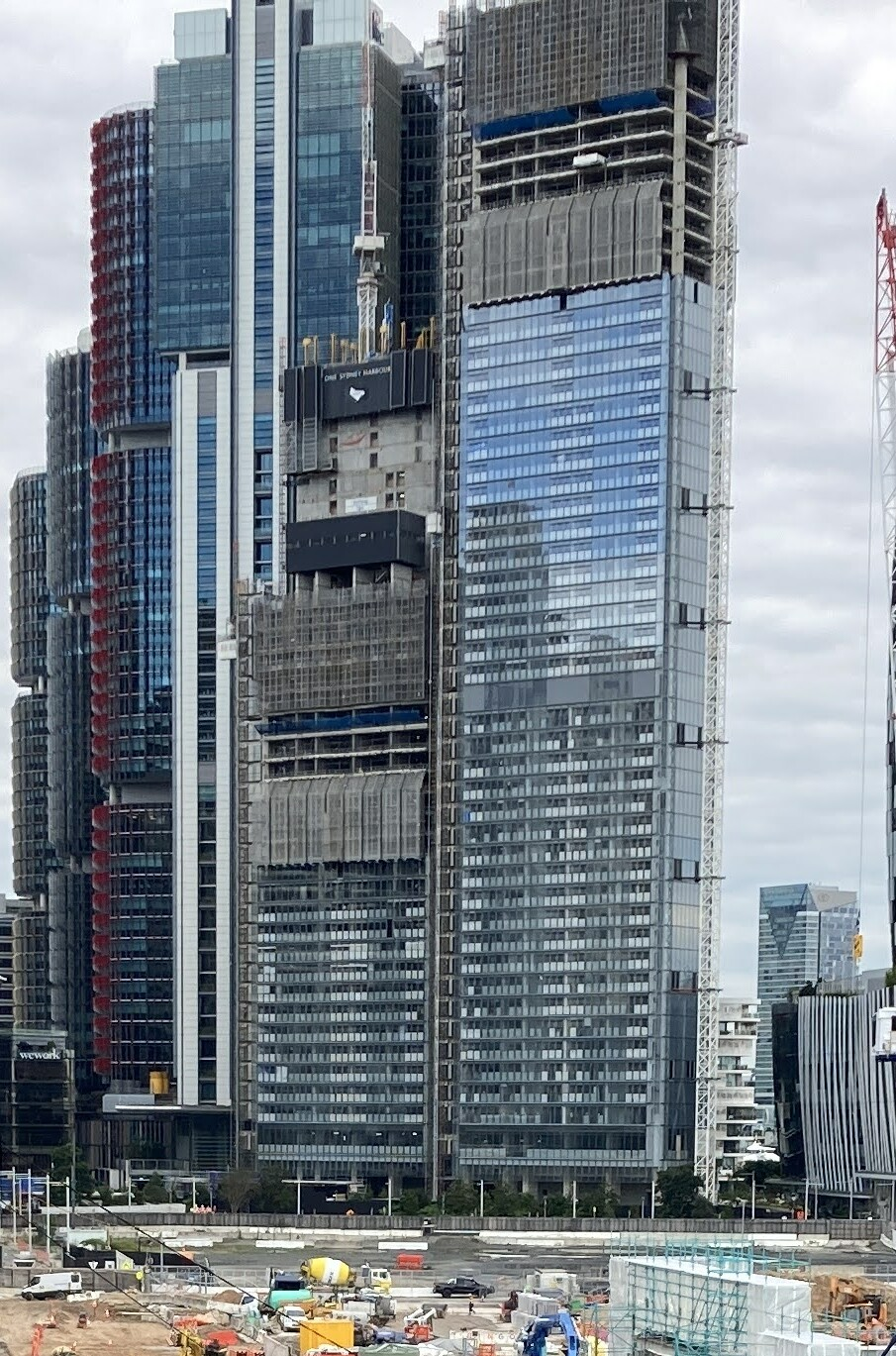
Aprile 2022
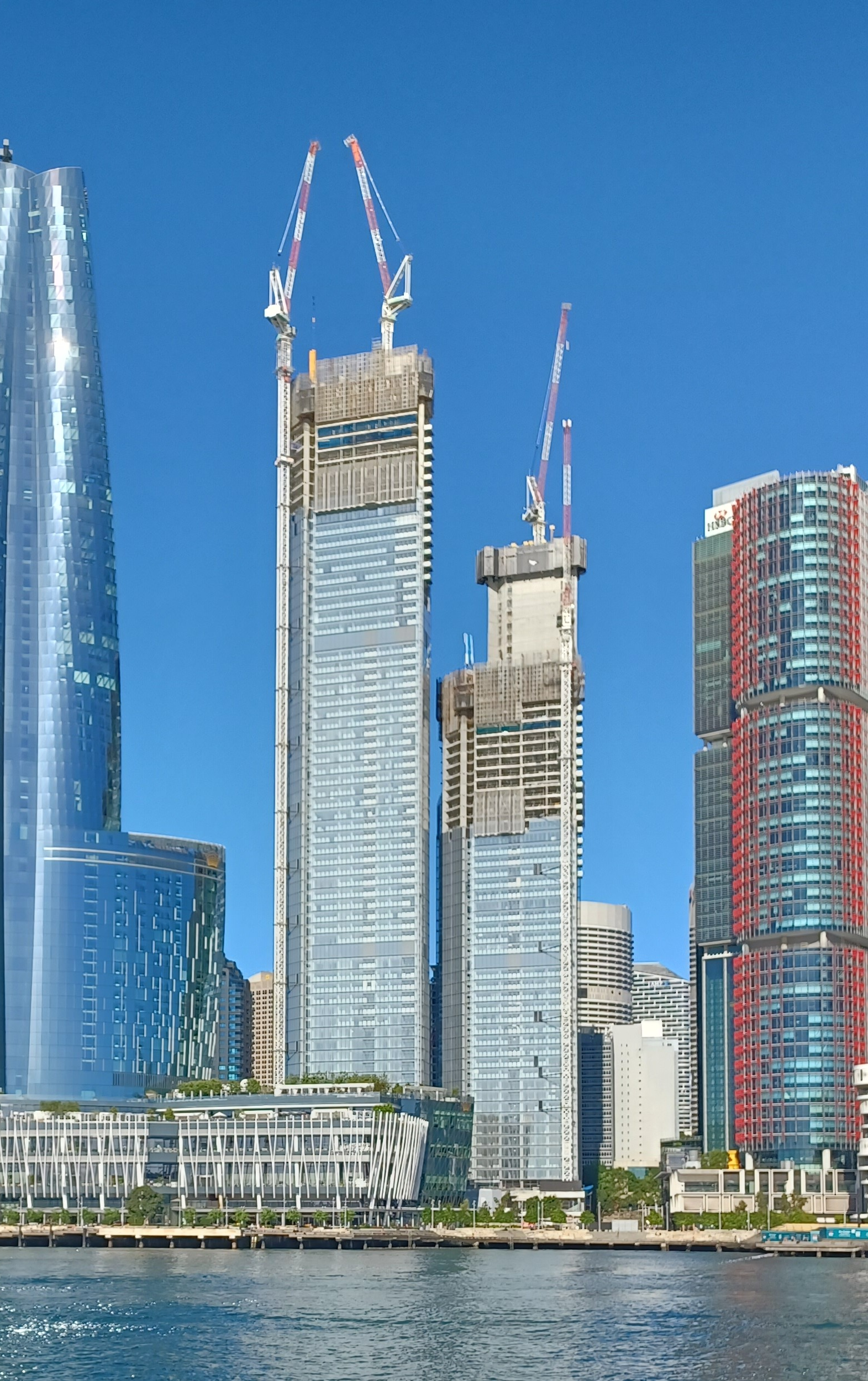
Novembre 2022
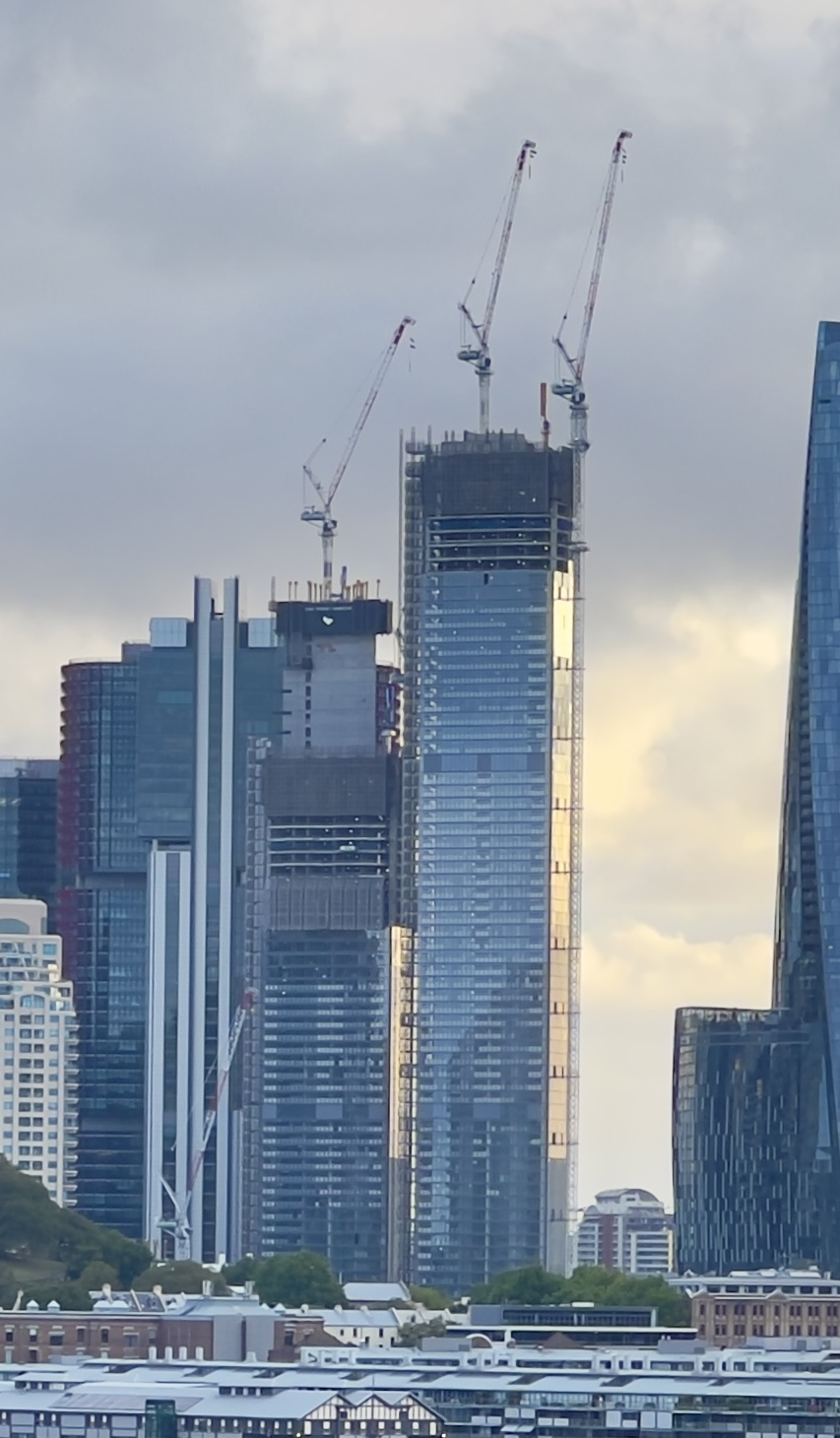
Dicembre 2022